# ルパン三世 ハリマオの財宝を追え!!
- ルパン三世 > ルパン三世 ハリマオの財宝を追え!!
- トムス・エンタテインメントの作品一覧 > ルパン三世 ハリマオの財宝を追え!!
- 金曜ロードショー > ルパン三世 ハリマオの財宝を追え!!

『ルパン三世 ハリマオの財宝を追え!!』（ルパンさんせい ハリマオのざいほうをおえ!!）は、モンキー・パンチ原作のアニメ『ルパン三世』のTVスペシャルシリーズ第7作。1995年8月4日に日本テレビ系の金曜ロードショーで放送された。視聴率は20.6％。

## 概要
初放送時が戦後50年にあたることから第二次世界大戦やハリマオを題材とした作品となっており、ハリマオが残した財宝を巡りルパン一味とゲストキャラクターが争う内容となっている。
本作から2代目ルパン三世の声優として、同年3月に死去した山田康雄に代わり栗田貫一が正式に就任した。栗田の2代目就任は新聞等で大々的に発表され、日本テレビ側は栗田を正式な2代目に抜擢した経緯として、映画での栗田の演技を評価する声や視聴者からのテレビスペシャルでの続投を望む声が多かった事が決定打になったとしている。
監督には1992年放送のTVスペシャル『ルパン三世 ロシアより愛をこめて』以来、3年ぶりに出崎統を起用。そのため、初期のTVスペシャルで多く見られた出崎特有の止め絵の演出も見られる。また、出崎が製作に関与した最後のルパン作品となった。
脚本に関して、オファーされた柏原寛司の「自分が主催するのゼミの生徒との共作にしたい」という希望から、柏原と共に（後のTVスペシャルの脚本の多くを担当する）米村正二と藤田伸三が初参加した。彼らは柏原と共にプロットや脚本を執筆したが、柏原の修正や監督の出崎の作風により両者の色は薄まっているという。
キャラクターデザインを前作に引き続き須藤昌朋が担当、メインキャラクターは前年と同様『TV第1シリーズ』に近いデザインであるが、ゲストキャラクターについては他のスタッフが手がけており、本編では本来とは異なるデザインに修正された。
ルパン達が潜伏していた宿の支配人役で、生前の山田と親交のあったおぼんがゲスト出演した。
歴代のTVスペシャルでは珍しく肉弾戦のシーンが多く、ルパンがワルサーP38を使用する場面が存在しない珍しい作品となっている。本作では、次元が目を見せる描写が非常に多い。この作品からコンバットマグナムの効果音が変更され、翌1996年に公開された劇場映画第6作『ルパン三世 DEAD OR ALIVE』まで使用された。
『TV第2シリーズ』から20年近く使用された東京ムービー新社名義で製作された最後の作品で、本作放送3か月後にキョクイチに合併した。再放送ではさらに名義がトムス・エンタテイメントに差し替えられる事もある。
当時の流行語や浮かれたカップルなど、コミカルな場面がTVスペシャルの中でも比較的多い作品でもある。
原作や過去作のオマージュが多く取り入れられた2018年放送の『ルパン三世 PART5』では、最終回（第24話）「ルパン三世は永遠に」にて本作からダイアナと黄金の潜水艦が登場している。

## あらすじ
第二次世界大戦中、マレー半島を舞台に現地人率いるハリマオは強盗団を組織して日本軍やイギリス軍を相手に略奪を行い、巨万の富を蓄えたという。義賊として地元に配ってなお時価800億ドルの隠し財宝があると知ったルパンは、その手掛かりが熊・鷹・猿の3体の像にあると知り、そのうちの一つ、熊の像をアラスカの美術館から盗み出す。しかし、残りの像の場所を知るのは、イギリス貴族のアーチャー卿のみであった。
アーチャー卿は、かの007のモデルにもなったというイギリス情報部の元諜報部員の老紳士で、孫娘には美人の若き考古学者ダイアナがいた。すでに不二子がアーチャーの秘書として潜り込んでいたが、そんな中でユーロトンネルの崩落（実際には何者かの爆破）が起き、多くの死傷者を出す大規模な事故が発生する。ロイド保険のアンダーライター（保険引受業者）としてユーロトンネルの保険を一人で引き受けていたアーチャー卿は、ロイドの顧問弁護士ラッセルから、70億ドル以上の莫大な支払い義務が発生したとの報告を受ける。豪胆なアーチャー卿は、ハリマオの財宝で弁済できると豪語し、ダイアナと不二子を連れて鷹の像のあるアムステルダムへと向かう。
話を盗聴していたルパン一味もまたアムステルダムに現れ、像が隠されているというミルネバ城を探索する。城の罠をかいくぐりながら、ルパンは像の安置場所にたどり着くが、目前でダイアナに像を横取りされる。これを再奪取しようと、アーチャー卿のクルーザーを追跡するルパンであったが、ここに第二次世界大戦時のドイツ軍風の軍服や装備の謎の武装集団が介入してくる。敵集団の指揮官で士官の格好をしたゲーリングの狙いもまた像であり、像を手に入れた上にダイアナも人質として連れ去ろうとするが、ルパンの妨害に遭い、両方逃してしまう。
アーチャー卿とルパンは手を組み、7対3の分け前で協力することを決める。その際、アーチャー卿は第二次世界大戦時、イギリス軍の航空機パイロットとしてマレー戦線にいたが、日本軍に撃墜され、ハリマオに助けられたことを明かす。たった3か月だけであったが互いに深く信頼しあい、熱病で死ぬ間際のハリマオから隠し財宝について教えられたという。そしてルパンとアーチャー卿はタイに移動し、タイ軍に厳重に守られた深い森の奥にあるワットマナハートという古い寺院内にある最後の猿の像を狙う。
一方、バンコクのホテルに残っていた不二子は、ラッセルの正体がネオナチ系のカルト軍団「ネオ・ヒムラー」の総統ヘルマン・フォン・ディートであると知る。先のゲーリングらの部隊以外に、実はユーロトンネルの爆破も彼らの仕業であり、アーチャー卿に多額の負債を与えれば彼がハリマオの財宝を捜すと読み、その横取りを企んでいた。そして不二子はそのままラッセル側につく。
軍によって厳重警備が敷かれている寺院にて、ルパンとダイアナは最後の像を手に入れる。途中、同じくラッセルの情報を元に寺院に潜入していたゲーリングの襲撃を受けるも、これを撃退する。一方、寺院で修行していた五ェ門は追い出され、不二子のツテでネオ・ヒムラーに雇われる。
三体の像を手に入れたルパンたちは、アーチャー卿の操縦する潜水艦に乗って、ニコバル諸島付近にある古い海底神殿へと向かう。アーチャー卿はハリマオの遺言通りに像を使い、莫大な財宝を積んだ黄金の潜水艦を手に入れ、ルパン達は乗り込む。そこに哨戒情報から彼らの行方を追っていたネオ・ヒムラーの兵士たちもやってくるが、間一髪で黄金の潜水艦は海中へと逃げる。
外洋に出たルパンらであったが、ネオ・ヒムラーは多数の爆雷によって潜水艦にダメージを与え、さらにラッセルは不二子と五ェ門を人質にして海上におびき出す。ラッセル自ら部隊を率いて潜水艦に乗り込み、艦を乗っ取ろうとするが、不二子の機転で双方入り乱れての乱闘となる。苦戦するラッセルはアーチャー卿の胸を撃つが、直後にルパンの乱打を浴びて気絶する。瀕死のアーチャー卿はハリマオの財宝を守れるのは自分だけだとして艦を沈めるように舵を切り、ルパンやダイアナに脱出を促す。アーチャー卿は最期に、ルパンと一度チェスで勝負をしたかったと語り、ルパンの「チェックメイト」の叫び声に手を挙げて応じながら操縦席にて潜水艦と運命を共にする。

## 登場人物

### メインキャラクター
ルパン三世
かの名高き怪盗アルセーヌ・ルパンの孫で、自らも世界的な大怪盗かつ変装の達人。
時価800億ドル以上ともいわれるハリマオの財宝を狙い、詳しい情報を知るアーチャー卿に接近する。
次元大介
コンバットマグナムを使う射撃の名手でルパンの相棒。
ルパンを的確にサポートする。
石川五ェ門
古の大泥棒・石川五ェ門の十三代目。最強の刀「斬鉄剣」を使う居合い抜きの達人。
冒頭からアルバイト（時給:980円）という形でルパンに協力する。アムステルダムの一件後に離脱し、タイの寺院で修行するも追い出される。
峰不二子
ルパン一味の紅一点で、付かず離れずの存在。時にはルパン達を利用したり、裏切ったりすることも多い。
冒頭からルパンに協力し、アーチャー卿の元に秘書として潜入して、彼から得た情報をルパンに流す。
銭形警部
ルパン一味を追うICPOの捜査官。ルパン専任捜査官であるため、ルパンに関係する事件なら世界中どこでも捜査権が認められている。
ルパンの行方を追って世界各国に向かうも、経費削減で非常に貧しい状態に陥っている。

### ゲストキャラクター
ダイアナ・アーチャー
本作のゲストヒロイン。アーチャー卿の孫娘。ロンドンの大学に勤める考古学助教授。
若き美人考古学者。強気かつさばさばした性格をしており、ルパンに惚れられるも最後まで軽くあしらう。移動中はシェイクスピアなど読書に没頭する一方で、考古学者として実地調査を好み、自ら危険を冒すことも厭わず、身体能力は高い。アムステルダムではジェットパックでルパンを出し抜き、タイでも考古学者としての興味から無理やりルパン達と一緒に寺院に潜入する。
前述にもあるが、『ルパン三世 PART5』にも登場しており、ルパン一味の窮地を救っている。
アーチャー卿
イギリス貴族。イギリス情報部の元諜報部員。
自信家で年齢に見合わないバイタリティを見せる老紳士。引退したベテラン諜報員で、自らを007のモデルと豪語し、英国女王とも面識がある名士。一方で、大の女好きでドジな一面もある。資産家でもあり、ロイド保険の引受人も担っていたが、冒頭のユーロトンネル事故で莫大な負債を負い、これを返済するためにハリマオの財宝を手に入れようとする。
第二次世界大戦時はイギリス空軍の航空パイロットであったが、自ら操縦するスピットファイアを日本軍のゼロ戦に撃墜されてしまう。重傷を負ったところをハリマオに助けられ、3ヵ月という短い期間であったが親睦を深める。熱病で死期を悟ったハリマオから財宝の存在と、それを手に入れるのに必要な3体の像の使い方を教えられる。
ラッセル / ヘルマン・フォン・ディート
ロイド保険の顧問弁護士（アーチャー卿の担当弁護士）。本作の黒幕。
弁護士らしい落ち着いた壮年の男。劇中冒頭にてユーロトンネル爆破に伴う保険金の引き出しについてアーチャー卿と協議を行い、彼が申し出たハリマオの財宝を信じ、支払期限の延長工作を担う。
実はカルト軍団「ネオ・ヒムラー」の総統「ヘルマン・フォン・ディート」で、最初からハリマオの財宝を狙っていた。ユーロトンネルの爆破も、財宝の行方を知るアーチャー卿を動かすための扇動であった。ヘルマンとして行動する時は、ナチの軍服に身を包むと共に口紅やアイシャドウなどの化粧を行い、変声期で女性の声にしている。部下にも化粧をさせており、ルージュの色を自分好みに変えた男性を部下を褒める際には同時にキスをするなど同性愛者を匂わせる。一方で、失態を犯したゲーリングには罰としてキスをするように、その舌を噛む。格闘術にも優れる。しかし、極度の女性恐怖症であり、不二子に手を触れられたりキスされたときには強く怯えたり、狂乱する。
あらすじの通り最後は気絶するが、ICPOの指名手配犯だったために居合わせた銭形に艦外に連れ出され逮捕される。
ゲーリング
ネオ・ヒムラーの幹部。
ネオナチ風の軍服に身を包んだ巨漢。外見通り力が強く体術に優れる。アムステルダムにて鷹の像を狙って戦闘ヘリで現れ、像を手に入れた上、ダイアナも誘拐する。しかし、ルパンによってダイアナを逃した上、再襲撃の際に鷹の像も奪われてしまい、ヘリまで撃墜される。この失態をボスのラッセル（ヘルマン）に叱責され、舌を噛まれる罰を受ける。その後、ラッセルの情報を元にタイに向かい、寺院にて再度ルパンに挑み、彼を窓の外に放り投げるも、逆に道連れにされ、一人だけ落下してしまう。その衝撃で気絶していたところを警備兵に見つかって逮捕され、超長期刑が科されることが示唆される。

## 用語
ハリマオの財宝
本作のお宝。第二次世界大戦中に盗賊団を率いて日本軍やイギリス軍を襲ったハリマオが残したという時価800億ドルと推定される財宝。ハリマオがマレー人の民族自立のために用意して隠したものであり、手に入れるには熊・鷹・猿の3体の像が必要となる。
本来は死期を悟ったハリマオが事後を託した幹部3人にそれぞれに像を渡し、アーチャーにのみ像の使い方を教え、後継者3人が協力することで財宝が手に入れられるとしていた。しかし、幹部たちは財宝を巡って仲違いして像は世界各地に拡散し、アーチャーも秘密を守ったことで伝説だけが残る状態となっていた。
3体の像（熊の像・鷹の像・猿の像）
ハリマオの財宝を手に入れるために必要とされる3体のブロンズ像。本来はハリマオが3人の後継者に託したものであったが仲違いし、古美術品として高い値打ちもあったことで戦後に世界中に散らばった。物語開始時点では、熊がアラスカの美術館、鷹がアムステルダムの古城「ミルネバ城」、猿がタイの古い寺院「ワットマナハート」に安置されていた。なお、アーチャーのみが3体の現在の場所を把握していた。
ネオ・ヒムラー
世界14か国に支部を持つネオナチ系カルト軍団。本作の敵組織。第二次世界大戦時のナチス・ドイツ風の軍服を着用し、戦闘ヘリなど様々な軍備を持つ。総統を名乗るヘルマン・フォン・ディートをボスとし、国際指名手配を受けているが、実態は裏社会に精通する不二子も含め不明であった。基本的に構成員は男だけだが、ヘルマンの女装趣味に関連して口紅をしている者がいる。

## 声の出演
- ルパン三世 - 栗田貫一
- 次元大介 - 小林清志
- 峰不二子 - 増山江威子
- 石川五ェ門 - 井上真樹夫
- 銭形警部 - 納谷悟朗
- アーチャー - 中村正
- ダイアナ - 岡本麻弥
- 支配人 - おぼん
- ラッセル - 鈴置洋孝
- ネオナチリーダー - 田中真弓
- ゲーリング - 天田益男
- ハリマオ - 楠大典
- 松尾貴司
- 小林優子
- 大川透
- 入江崇史
- 菅原淳一
- 渡辺美佐

## スタッフ
- 原作 - モンキー・パンチ（中央公論社刊）
- 企画 - 山根義紘（日本テレビ）、武井英彦（日本テレビ）
- 監督・絵コンテ - 出崎統
- 脚本 - 柏原寛司、藤田伸三、米村正二
- 演出 - 佐藤真人、松園公
- キャラクターデザイン・総作画監督 - 須藤昌朋
- メカニックデザイン - 高谷浩利
- 作画監督 - 高谷浩利、清水義治
- 美術監督 - 渋谷幸弘
- 撮影監督 - 長谷川肇
- 編集 - 鶴渕允寿
- 音楽 - 大野雄二
- 音楽監督 - 鈴木清司
- 録音監督 - 加藤敏
- 音響効果 - 糸川幸良
- 音響制作 - 東北新社
- 音響制作担当 - 古川直正、寺澤和宏
- 脚本監督 - 飯岡順一
- 制作担当 - 小林辰与
- プロデューサー - 中谷敏夫（日本テレビ）、尾﨑穏通（TMS）
- 音楽プロデューサー - 島田義三、山田慎也
- 主題歌「夢ならいいのに」
  - 作詞 - 浅田有理
  - 作曲・編曲 - 大野雄二
  - 歌 - 坂上伊織
- 企画協力 - 飯岡順一事務所
- 企画制作 - 日本テレビ
- 製作 - 東京ムービー新社

## その他
本作完成後の会食時、作品の今後についてプロデューサーの中谷敏夫が「視聴者からの手紙を見ると皆『カリオストロの城』のような作品を望んでおり、意見を無視することはできない」という趣旨の意見を（実際の葉書が山のように入った袋を2つ持参し）述べたところ、それに対し、脚本監督の飯岡順一が「これまでのテレビスペシャルは"アンチカリオストロ"な作風で評価されている。監督の宮崎駿本人にオファーできないのに同じようなものを作っても、真似した、偽物だと言われるのがオチだ」と反論したことで小さな争いとなる。この一件を重く感じた飯岡は、4年後のTVスペシャルシリーズ第12作『ルパン三世 1$マネーウォーズ』までテレビスペシャルの参加を辞退することとなった。